# Comuni del Roraima

Lo Stato del Roraima, in Brasile

Segue un elenco dei 14 comuni dello stato brasiliano del Roraima (RR).
| #  | Comune             | Microregione        | Mesoregione      | Area (km²) | Popolazione | Densità |
| -- | ------------------ | ------------------- | ---------------- | ---------- | ----------- | ------- |
| 1  | Alto Alegre        | Boa Vista           | Norte de Roraima | 26.109,70  | 14.386      | 0,87    |
| 2  | Amajari            | Boa Vista           | Norte de Roraima | 28.472     | 7.586       | 0,21    |
| 3  | Bonfim             | Nordeste de Roraima | Norte de Roraima | 8.095      | 10.231      | 1,63    |
| 4  | Cantá              | Nordeste de Roraima | Norte de Roraima | 7.665      | 11.119      | 1,40    |
| 5  | Caracaraí          | Caracaraí           | Sul de Roraima   | 47.411     | 17.981      | 0,38    |
| 6  | Caroebe            | Sudeste de Roraima  | Sul de Roraima   | 12.066     | 7.086       | 0,48    |
| 7  | Iracema            | Caracaraí           | Sul de Roraima   | 14.119     | 6.290       | 0,44    |
| 8  | Mucajaí            | Caracaraí           | Sul de Roraima   | 12.751     | 12.546      | 0,90    |
| 9  | Normandia          | Nordeste de Roraima | Norte de Roraima | 6.967      | 7.118       | 0,74    |
| 10 | Pacaraima          | Boa Vista           | Norte de Roraima | 8.028      | 8.640       | 1,00    |
| 11 | Rorainópolis       | Sudeste de Roraima  | Sul de Roraima   | 33.594     | 24.511      | 0,77    |
| 12 | São João da Baliza | Sudeste de Roraima  | Sul de Roraima   | 4.284      | 5.516       | 1,28    |
| 13 | São Luiz           | Sudeste de Roraima  | Sul de Roraima   | 1.527      | 5.720       | 4,30    |
| 14 | Uiramutã           | Nordeste de Roraima | Norte de Roraima | 8.066      | 7.403       | 0,80    |